# Дуб Діонісія Міклера
Дуб Діоні́сія Мі́клера — ботанічна пам'ятка природи місцевого значення в Україні. Об'єкт розташований на території Дубенського району Рівненської області, в місті Дубно. 
Площа — 0,0016 га, статус отриманий у 2018 році. 
Дуб каштанолистий — одне з небагатьох старовікових дерев, що залишились в місті Дубно. Орієнтовний вік — понад 100 років, обхват стовбура — 2,75 м.